# Quartinia ochraceopicta
Quartinia ochraceopicta är en stekelart som beskrevs av Schulthess 1932. Quartinia ochraceopicta ingår i släktet Quartinia och familjen Masaridae. Inga underarter finns listade i Catalogue of Life.